# 馬瑹
馬瑹，贵州贵阳人，清朝政治人物、书法家，進士出身。马羲浩（马文卿之孙）之孙。因工于书法而闻名乡里。
乾隆七年（1742年）壬戌科進士，三甲二百名。官湖北枣阳知县。